# Antun Kanižlić
Antun Kanižlić (latinul: Antonius Kanislich, Pozsega, 1699. november 5 és 9. között – Pozsega, 1777. augusztus 24.) horvát pap, jezsuita szerzetes, költő, egyházi író.

## Élete és munkássága
A pozsegai kereszteltek anyakönyvébe 1700. november 20-án jegyezték be, de saját állítása alapján a jezsuita sematizmusok az 1699-es évet tüntetik fel a születési évként, dátumként pedig november 5, 6 vagy 9 van megadva. Az alsó gimnáziumot Pozsegán végezte, majd humanistaként 1714-ben Zágrábban csatlakozott a Jézus Társaságához. Ezután Zágrábban, Leobenben (1716–17.), Grazban (1718-21.) tanult, majd tanulmányait Nagyszombatban folytatta, ahol filozófiát (1725–26.) és teológiát (1726–29) hallgatott, és 1728-ban itt szentelték pappá. Közben 1717-18-ban Varasdon, 1721-24-ben Zágrábban, majd 1724-25-ben ismét Varasdon volt gimnáziumi tanár. A jezsuita kollégiumokban és missziókban volt prédikátor és a katekizmus oktatója Pécsett, Zágrábban, Pozsegában, Eszéken, Péterváradon és Varasdon. Közben többször az iskolai prefektus (praefectus scholarum) tisztséget is betöltötte. 1752-ben visszatért Pozsegába, és élete végéig a püspöki konzisztórium elnöke volt. Végakaratának megfelelően (Pozsega Városi Múzeum, 463. jelzet) a pozsegai Szent Lőrinc-templomban temették el.

## Fő művei
Számos jámbor, vallásos és tanulságos, részben saját, részben fordított mű szerzője, amelyeket érett korában adott ki, bár valószínűleg korábban is születtek. Élete során öt vallási, erkölcsi és felvilágosító jelentőségű könyve jelent meg:
- Bogoljubstvo na poštenje sv. Franceska Saverije, družbe Isusove (1759),
- Utočište Blaženoj Divici Mariji ugodno i prijetno a nami vele koristno i potribito (1759), *Primogući i sardce nadvladajući uzroci s kripostnimih podpomoćmah za ljubiti Gospodina Isukarsta spasitelja našega (1760),
- Bogoljubnost molitvena na poštenje prisvete Trojice jedinoga Boga, blažene divice Marije i svetih (1766)
- Mala i svakomu potribna bogoslovica to jest nauk kerstjanski (1773), amely még életében öt kiadást ért meg, és a legnépszerűbb műve volt.[9]

E vallásos könyvekben kiemelkedik a jezsuita jámborság hangulatában megalkotott lelki líra, amelyet a barokk cirádák bőséges használata jellemez, mely megkülönbözteti Kanižlić irodalmi munkásságát az akkori szlavóniai vallási irodalom többi részétől.
Kanižlić halála után újabb két műve jelent meg: 
- „Kamen pravi smutnje velike iliti početak i uzrok istiniti rastavljenja crkve Istočne od Zapadne” (1780), mely egy polemikus értekezés az ortodoxia ellen, a római-bizánci vallási vita okairól,
- és egy vallásos ének, a „Sveta Rožalija, panormitanska divica” (1780).

A „Sveta Rožalija” Kanižlić egyetlen terjedelmes költői műve, mely négy énekben mesél Rozáliának, a szentnek az életéről, aki elhagyja szülei és vőlegénye házát, és a sivatagba megy. Bár Kanižlić nem támaszkodik teljesen Dubrovnik barokk vallásos költeményeire, a dubrovniki barokk nyomai jól láthatók Sveta Rožalija-ban. A műben a középkori költészet nyomai is észrevehetők, de a barokk ornamentika elvész a modernebb rokokó elemeiben. Éppen ezek az elemek és szellemi szövegeinek jellegzetes barokk jellege sorolja őt a 18. század jelentősebb szlavón írói közé. Kanižlić a barokk egyetlen igazi, bár megkésett képviselője Szlavóniában. Ha ő nem lett volna, a barokk hiányzott volna a horvát irodalom szlavón részéből.